# Agenore (figlio di Pleurone)
Agenore (in greco antico: Ἀγήνωρ?, Aghḕnōr) è un personaggio della mitologia greca, figlio di Pleurone e di Santippe, nipote di Etolo e fratello di Stratonice, Sterope e Laofonte. Agenore sposò sua cugina Epicasta, figlia di Calidone, e divenne padre di Portaone e Demonice. Secondo Pausania, anche Testio, il padre di Leda, era figlio di Agenore.